# Христина Катракіс
Христина Кущ-Катракіс (англ. Christina Kushch-Katrakis, нар. 16 грудня 1980, Київ) — американська художниця українського походження, мистецтвознавиця, телеведуча, арт-критикиня і педагогиня. Почесна членкиня Національної спілки художників України (2008).

## Дитинство
Христина народилась 16 грудня 1980 у Києві в сім'ї з глибокими творчими коренями. Її батько — відомий український скульптор Анатолій Кущ, мати — етнографка й історикиня мистецтва Галина Семенівна Кущ (Пількевич). Прапрадід Ксенофонт Катракіс був знаним іконописцем та монументальним живописцем церковних фресок з грецького острову Крит (згодом його прізвище взяла собі і Христина).
Дід по материнській лінії — останній цар Грузії та Вірменії (царський рід Багратіоні і Дадіані) і принц литовського царського роду (Царський рід Ягайло Гедимін) — Симон Багратіон Дадіані Гедимін Пільків, його бабуся по материнській лінії була Ізабелла де Савой з королівського роду Савойских королів П'ємонту і Сардинії. Бабуся по материнській лінії — польсько-українська графиня, внучка графині Евеліни Ганської, подружжя Оноре де Бальзака. Батьківська лінія: батько — відомий скульптор Анатолій Кущ (Катракіс) з Критської родини художників, його кузин — Манос Катракіс — відомий грецький актор.
Тож і Христина з дитинства долучилась до мистецтва. Її батько згадує: «Здається, Христина з першого дня життя не розлучалася з пензлем. Одного разу поїхали з нею в Грузію до друзів. Їй тоді було чотири роки. Поки ми пили вино, Христина всі стіни будинку розписала. Малювала голих вершниць».
Коли Христині було 6 років, вона постраждала від Чорнобиля. "Дача, де ми жили тоді, була за 30 кілометрів від реактора. Через це довго мала проблеми зі щитоподібною залозою. Мій син народився із «чорнобильським» серцем. Це коли воно має багато дірочок. Помер, коли йому було вісім днів. І я захотіла зробити щось таке, щоб усім розповісти, що я пережила. Почала малювати «Зону», — згадувала Христина Катракіс в одному з своїх інтерв'ю.
Згодом за серію картин «Зона» була нагороджена премією ООН в галузі мистецтва «Свобода творити». У картинах є елементи з творчості художниці Марії Примаченко. В дитинстві Христина з мамою приїжджали до Марії в її село. «Вона подарувала мені картину „Великий звір їсть зорі“. Відтоді вона завжди зі мною. Марію Примаченко називаю своїм ангелом-охоронцем. Коли малювала „Зону“, відчувала її присутність. Тому в деяких картинах є ті самі зорі й той самий звір».
Христина виїхала в Америку, коли їй було 10 років. Тоді її батько отримав замовлення на монумент у Чикаго. Батьки повернулися в Україну, а дівчинка залишилася навчатись в США.
Коли її батько робив Монумент у Києві на честь десятиріччя незалежності України у 2001 році, як модель для статуї Берегині автор Анатолій Кущ вибрав свою дочку, художницю зі світовим ім'ям Христину Катракіс.

## Навчання
У 1992—1993 навчалась в Англійському міжнародному інституті іноземних мов у Вашингтоні, в 1993—1994 — в Католицькій школі Св. Миколая в Чикаго, в 1993 — в Школі мистецтв «Глен Еко», Меріленд.
У 1994—1998 навчалась в Києві, де здобула середню освіту у галузі мистецтва — з золотою медаллю закінчила Державну художню середню школу імені Т. Г. Шевченка. В 1996—1998 також навчалась на курсах з мистецтва, мистецтвознавства і анатомії в Італії і Франції (Академія Лоренцо де Медічі у Флоренції та Університет Сорбонна у Парижі).
У 1998—2000 навчається в Національній академії образотворчого мистецтва і архітектури в Києві (курс В. Шаталіна і Т. Яблонської), а також на курсах з історії і археології при Київському національному університеті ім. Т. Г. Шевченка.
В 2002 році Христина отримує ступінь бакалавра мистецтв (B.A.) і бакалавра вишуканих мистецтв (B.F.A.) в Державному університеті штату Арканзас. Там же у 2003 здобуває ступінь магістра мистецтв (M.A.). У травні 2005 захищає дисертацію в Університеті Мемфіса і здобуває найвищу в США академічну ступінь в галузі образотворчого мистецтва для практикуючих художників — магістр вишуканих мистецтв (M.F.A.)

## Викладацька і кураторська діяльність
В 2003—2004 як асистент Університету штату Арканзас викладає мистецтво (рисунок і живопис). У 2004—2006 в Університеті Мемфіса викладає рисунок, структурний рисунок/анатомію, живопис, акварель.
Володіючи кількома мовами, зокрема, українською, російською, англійською, польською, грецькою, давньогрецькою, італійською, іспанською, грузинською, угорською, Христина Катракіс також читає лекції з історії мистецтв, мистецтвознавства і сучасного мистецтва, здійснює кураторство в художніх галереях.
У 2000 виступала як приватний репетитор з мистецтва, засновник, директор і інструктор програми приватної Академії мистецтв Kallista Art Academy (Греція, Італія і США).
В 2007 в рамках освітнього туру по Греції читала лекції з історії мистецтв. В 2010 — лекції з живопису, графіки і історії мистецтв в Арт-центрі MBG Art Center і в Brooks Museum of Art (Мемфіс). В 2010—2011 — лекції в Katrakis Gallery, де вона одночасно є власником і куратором. В 2011 — лекції і кураторство в Mironova Gallery. В 2011—2012 — куратор арт фонду музею Воронова. В 2005—2012 — кураторська діяльність на виставках в музеях і галереях США та інших країн (аукціон Крістіз (східноєвропейська філія), Brooks Museum of Art, США, Caelum Gallery, Kouros Gallery, Anna Tzarev Gallery, Нью-Йорк, Art Museum of Memphis, Мемфіс, UIMA museum of Modern Art, Чикаго).
Бере участь у соціальних проектах президента США Барака Обами.

## Роботи і виставки
Основні роботи Христини Катракіс:
- Серія робіт «Зона» — премія ООН «Freedom to Create» («Свобода творити») — знаходиться в колекції ООН (2010—2011) і демонструється в багатьох країнах світу.
- Мілос, серія картин Kartographia: Mapping it out (Картографія), острів Мілос, Греція (2011).
- Церква Святого Миколая, канонічні фрески, Мілос, Греція (2009—2010).
- Christ Pantokrator (Христос Пантократор), вівтар, Єпископальна Церква Святого Тимофія, США (2007).[20]
- Ікони, музей Української православної консисторії, Баунд-Брук, Нью-Джерсі, США (2002).
- Портрети Президентів України (Леонід Кравчук, Леонід Кучма, Віктор Ющенко — прем'єр-міністр) (1998—1999).
- Фрески, Лігурійський регіон, Італія (1998).
- Численні приватні портрети (з 1998).

Роботи Христини Катракіс знаходяться в колекціях Білла Клінтона, Бреда Пітта, Джорджа Клуні, Софі Лорен, Шер, Тіни Тернер, відомих шанувальників і бізнесменів Європи, США і Канади.
Христина Катракіс бере участь в численних виставках і проектах, серед яких:
- 2014: Ultra Violet Light (курирування спільного арт-проекту Ігоря Калінаускаса і Ізабель Коллін Дюфрен[en])[21][22]
- 2013: Соціальний проект «Людина — не острів». Мистецьке об'єднання «Леміш», Львів[23].
- 2011: Персональна виставка «Зростаючи»[24]
- 2011: Серія робіт «Дерево життя», Виставка арт-аукціону Крістіз.
- 2008: «В світле майбутнє», виставка на запрошення посла України в Америці, як художника, який буде представляти Україну. Вашингтон, США.
- 2008: «Украініано Веро» в Палаці мистецтв «Український дім» за підтримки Державного комітету телебачення та радіомовлення України[25].
- 2006—2011: участь в понад 150 виставках галерей Нью Йорка, Лос-Анжелеса, Чикаго, США.
- 2006: «Степ» — художня книга ілюстрацій, США.
- 2005: «Її Одіссея», «Весняне шоу», «Книга», «Монохроматичний світ», «Вечеря з Сафо» — музей Університету Мемфіса, США.
- 2004: «Політично збуджене» — галерея «Delta Axis» в Marshall Arts Gallery, Мемфіс, Теннесі, США.
- 2004: «Урожай скорботи» — виставка мистецтва, присвячена голодомору в Україні, музей Університету Мемфіса, США.
- 2004: «Одіссея № 1» — виставка-конкурс мистецтва, Мемфіс.
- «Одіссея-подорож» — виставка мистецтв, темпера по дереву, Університет штату Арканзас, Джонсборо, США.
- 2003—2004: «Атлантида» — мультипроекти: фрески темперою, кераміка, скульптура, документальний фільм, оригінальний саунд-трек, оригінальні танці, концерт-шоу. Головна галерея, концертний хол Арканзаського університету.
- 2003: «Жаль» — інсталяція, присвячена голодомору в Україні. Музей Університету Мемфіса, США.

Її картини на чорнобильську тематику були включені до колекції ООН «The 2010 Highly Commended Artists» і взяли участь у світовому турне «2010 Freedom to create Exhibition».

## Інша діяльність
Діяльність Христини багатогранна. Крім занять мистецтвом вона також займається бізнесом (Христина є президентом компаній «K&K Ceramics» і «Boutique-Villas» Real Estate, засновником «World Tracker» Global Travel & Philanthropy Blog, президентом Міжнародної Академії мистецтв), як колишня фотомодель Христина періодично бере участь у фотосесіях, як співачка записала кілька музичних альбомів у стилі етно-модерн (зокрема, альбом «Atlantis»), багато уваги приділяє благодійній діяльності (програма «Give a Voice to Children»).
Христина також плідно працює в кінематографі:
| Роки      | Фільм, програма                              | Країна, студія, режисер                                                         | Участь                                                                  |
| --------- | -------------------------------------------- | ------------------------------------------------------------------------------- | ----------------------------------------------------------------------- |
| 2011-2012 | Художній фільм «Хроніки темних шляхів»       | США, Німеччина; режисер Мері Ламберт                                            | художник                                                                |
| 2012      | Документальний фільм «Створення пристрасті»  | Італія, продюсер Мауро Калеві, режисер Манфредо Летео, постановник Стефано Біні | художник-постановник, автор сценарію, ідея, сюжет                       |
| 2012      | Культурно-освітні програми на телебаченні    | канали PBS і Renaissance Center (США)                                           | художник по проектах, менеджер, со-продюсер                             |
| 2010—2012 | Документальні фільми і художній фільм «Зона» | Visionaire Media (Голлівуд, США), режисер Мері Ламберт                          | художник-постановник, креативний консультант, со-сценарист, со-продюсер |

## Відгуки про творчість
| Роботи Христини несуть в собі «транснаціональний» характер, оскільки досліджують саму взаємозалежність між міфічним та нагальним, між древнім та сучасним, між місцевим та глобальним. Її семіотика є явно міфічною, але художнє відображення є сучасним й мінливим. Більш того, її роботи сповнені сенсом переконливої універсальності, де зображені нею фігури є неначебто закарбованим, схопленим у мить якогось особистого вчинку, чи зусилля, вони є суцільно справжніми, реальними, доступними та знайомими |
| Мистецтвознавець, професор Олександр Сидоренко (США) |

| Мені подобається на її полотнах море. Воно не холодне, як у Айвазовського, а тепле, літнє. Хочеться в ньому скупатись |
| Музикант Олег Скрипка                                                                                                 |

| Вона дивовижний художник, я люблю емоційні оповіді її картин |
| Голлівудський кінорежисер Мері Ламберт                       |

| Віктор Пінчук обіцяв нас познайомити. Казав, вона класна художниця. Бачу, він правий. Зараз мало художників, в яких відчувається рука майстра. Намазали, наляпали - і готово. А вона детально промальовує кожну деталь |
| Художник Сергій Поярков |